# Río Tunuyán
Le río Tunuyán est une rivière de la province de Mendoza en Argentine, tributaire du système du Desaguadero et dont le bassin s'étend dans la région du centre-nord de la province.

## Géographie
Sa source se situe dans la Cordillera del Límite, entre le massif du Tupungato et le Maipo, en province de Mendoza. Il parcourt la vallée du Portillo et coupe les cordons montagneux orientaux des Andes, par un défilé encaissé, en direction de l'est.
À son arrivée en plaine, il décrit dans les steppes désertiques une ample courbe contournant le massif des Huayquerías. Il perd une partie de ses eaux lors de la traversée de la steppe désèchée, soit par infiltration, soit par évaporation. Il atteint ainsi l'oasis de Mendoza.
Après l'oasis de Mendoza, il s'oriente à l'est pour déboucher dans le río Desaguadero et ce, au moyen de deux bras.

## Hydrologie
Son débit annuel moyen est de 32 m3/s. Son régime est de type nivo-glaciaire.
Le débit du río Tunuyán a été observé pendant 7 ans (1944-1951) à Valle de Uco, localité de la province de Mendoza située à la sortie de la zone andine.
À Valle de Uco, le débit annuel moyen ou module observé sur cette période était de 26,8 m3/s pour un bassin versant de 2 378 km2.
La lame d'eau écoulée dans cette portion du bassin - de très loin la plus importante - atteint ainsi le chiffre assez élevé de 356 millimètres par an.

## Aménagements

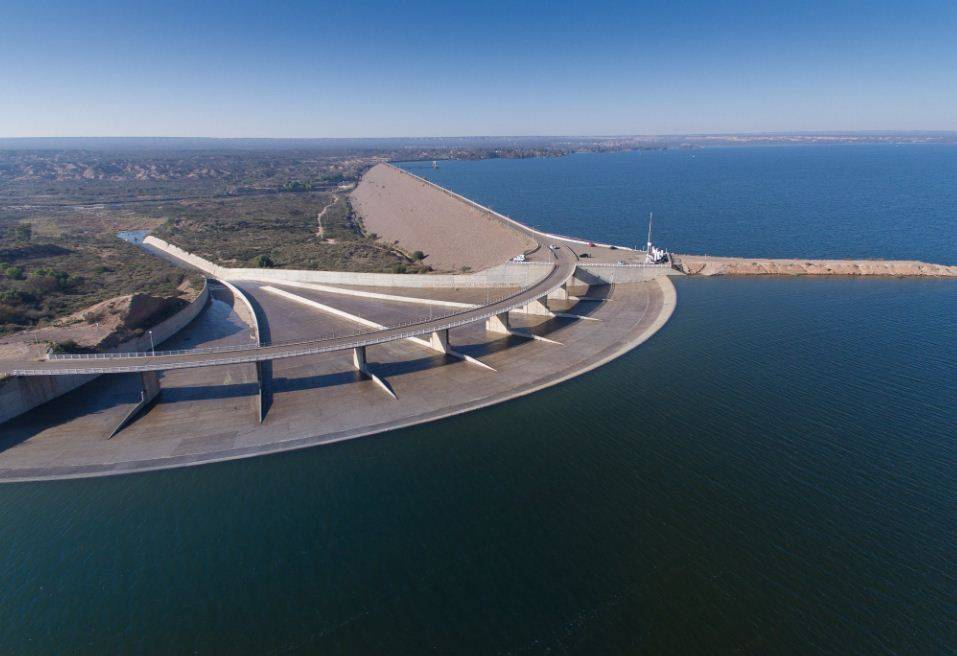
Barrage d'El Carrizal sur le río Tunuyán.

Sur la rivière on a édifié la centrale et le barrage d'El Carrizal.